# Giuseppe Chiostergi
Giuseppe Chiostergi (Senigallia, 31 agosto 1889 – Ginevra, 1º dicembre 1961) è stato un politico italiano.
È stato deputato all'Assemblea Costituente e membro della Camera nella I legislatura.

## Biografia

### Volontario sul fronte francese
Repubblicano democratico, antitriplicista e favorevole alla liberazione delle nazionalità oppresse, prese parte al primo conflitto mondiale. Si arruolò nel settembre 1915 nella compagnia di volontari Mazzini, sulla base degli accordi fra Pri e il governo di Parigi. Ma quando il comando francese decise di non utilizzare il corpo volontari nell'Adriatico contro gli austriaci, la compagnia venne sciolta.
Chiostergi si arruolò allora come soldato di 2ª classe nella Legione garibaldina di Peppino Garibaldi (di cui è rimasto un diario di memorie) incorporata nella Legione straniera francese. Dopo un mese di addestramento prese parte ai combattimenti nella foresta delle Argonne, rimanendo gravemente ferito e catturato dai tedeschi. Dopo le cure venne interrogato e rischiò la fucilazione in quanto volontario italiano. Fu salvato dall'intervento di Gustave Ador, presidente della Croce Rossa.
Dopo vari trasferimenti giunse il 25 maggio 1916 a Martigny con altri prigionieri. Qui fu raggiunto dalla futura moglie Elena Fussi, che gli avrebbe dato due figlie, Eugenia (1917-1983) e Bianca (1921-1923).

### Vita in Svizzera
Nell'ottobre 1916 la coppia si trasferì a Ginevra, dove Chiostergi lavorò come cancelliere della Camera di Commercio italiana. Tentò di arruolarsi nel  regio esercito italiano: giudicato invalido, venne però insignito della commenda della Legione d'Onore francese e di altre onorificenze per il servizio precedentemente svolto.
Divenne nel 1918 segretario generale di detta Camera di Commercio.

### Durante il periodo fascista
I vari incarichi precedentemente ottenuti gli furono revocati assieme al passaporto nel 1926 quando rifiutò di aderire al fascismo.
Superò le difficoltà economiche prima con lavori occasionali, poi insegnando italiano in diversi istituti scolastici.
Massone, nel 1934 venne affiiato alla Loggia di Ginevra Fidelité et Prudence, appartenente alla Gran Loggia Svizzera Alpina,  e qualche tempo dopo alla Loggia Italia nuova di Parigi, appartenente al Grande Oriente d'Italia in esilio.

### Vita politica
Già Segretario del Partito Repubblicano Italiano tra il marzo 1934 e il febbraio 1935, nel 1946 venne eletto deputato alla Costituente per le Marche.
Tra gennaio e maggio 1948, è stato Sottosegretario di Stato al Commercio con l'Estero nel II Governo De Gasperi e dal 18 aprile di quell'anno ricoprì la carica di Vice presidente della Camera. Sempre nel 1948 inaugurò il Centro Cooperativo Mazziniano "Pensiero ed azione" in Senigallia per lo studio e la diffusione degli ideali e dei valori della pratica cooperativa, cui donò la sua ricca biblioteca.
Fu membro della direzione nazionale del PRI, di cui sostenne l'ala sinistra assieme a Giulio Andrea Belloni fino all'estromissione di questa, che causò così un declino della propria influenza all'interno del partito.

### La morte

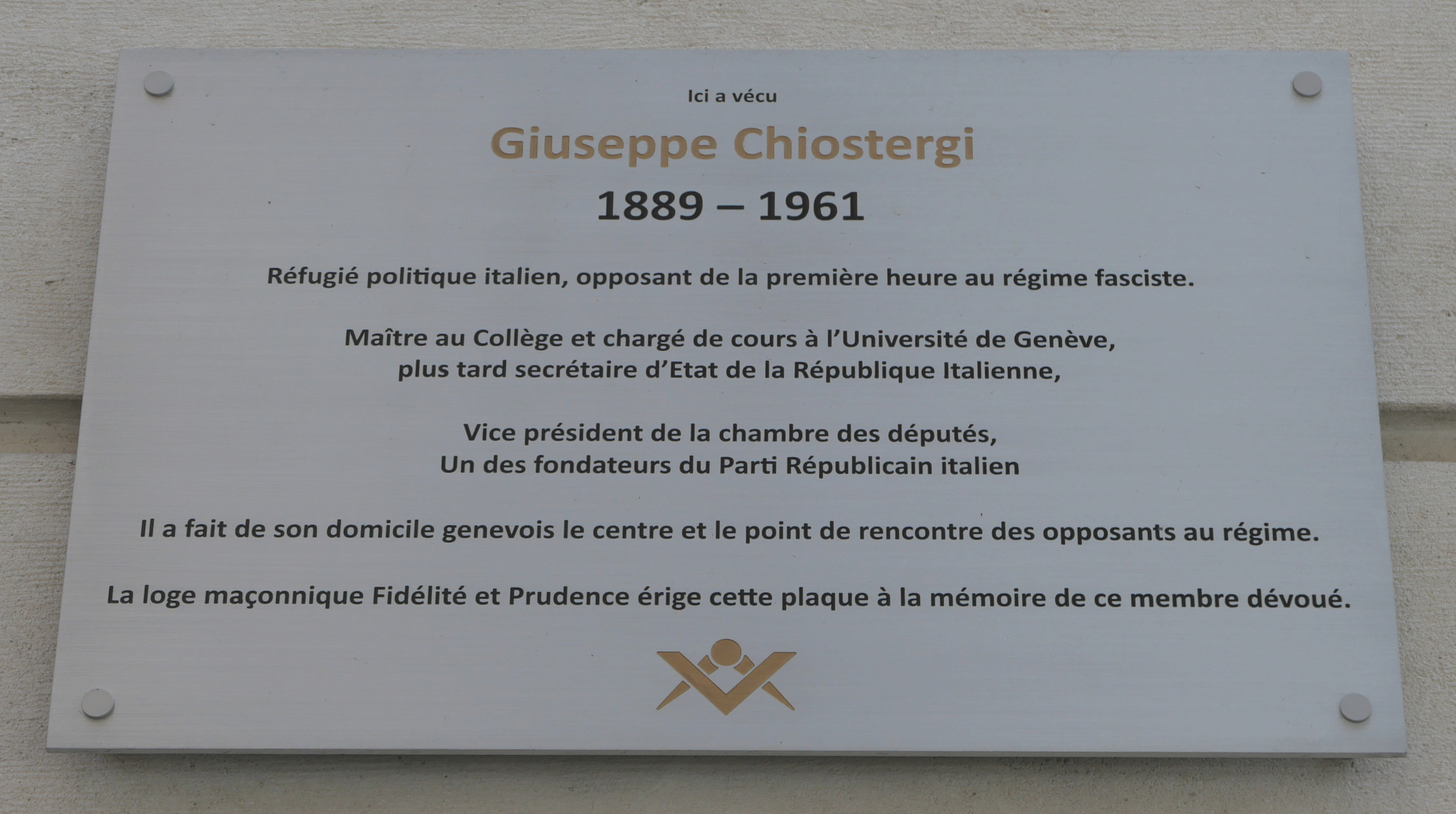
Targa della Loggia Massonica Fidélité et Prudence di Ginevra alla memoria di Chiostergi, apposta il 12. 10. 2019 alla rue Philippe Plantamour.

Morì il 1º dicembre 1961 a Ginevra. Il 25 aprile 1962 le spoglie di Giuseppe Chiostergi furono traslate nella città natale. Il sindaco comunista Alberto Zavatti incaricò il suo vice, Filippo Benedetti, socialista, del discorso commemorativo nella Sala consiliare e del corteo fino al cimitero di Senigallia.
Qui giunse un picchetto d'onore per l'ex Vice presidente della Camera.
Il prof. Benedetti alla vista dei militari sottolineò il profondo antifascismo del Chiostergi, mentre le autorità sopraggiunte erano la riprova di quanto le istituzioni democratiche fossero ancora legate al militarismo e all'autoritarismo dell'età fascista.
Il capitano dell'esercito sentitosi offeso da quel discorso ritirò il picchetto d'onore, l'accaduto finì su diversi giornali e il vice sindaco fu denunciato dai carabinieri del posto per vilipendio delle forze armate e comizio abusivo, mentre il capitano espose ulteriore denuncia perché apostrofato come buffone secondo la stampa cattolica.